# Зяньківці (Тульчинський район)
Зя́ньківці — село в Україні, у Брацлавській селищній громаді Тульчинського району Вінницької області. Населення становить 334 особи.

## Історія
Поблизу Зяньківців поселення Заньківці-2 буго-дністровської культури.
7 (20) листопада 1917 року, відповідно до Третього Універсалу Української Центральної Ради, увійшло до складу Української Народної Республіки.
12 червня 2020 року, відповідно до Розпорядження Кабінету Міністрів України від  № 707-р «Про визначення адміністративних центрів та затвердження територій територіальних громад Вінницької області», увійшло до складу Брацлавської селищної громади.
19 липня 2020 року, в результаті адміністративно-територіальної реформи та ліквідації Немирівського району, село увійшло до складу Тульчинського району.
Наближча станція Семенки (відразу за мостом через річку), обслуговується поїздом Вінниця—Гайворон тричі на тиждень.